# 夏尔·马里昂
夏尔·马里昂（法語：Charles Marion，1887年1月14日—1944年11月16日），法国男子马术运动员。他曾代表法国参加1928年和1932年夏季奥林匹克运动会马术比赛，共获得一枚金牌和二枚银牌。